# Yomitan, Okinawa

Yomitan (読谷村 Yomitan-son?) este un sat în Japonia, în prefectura Okinawa, districtul Nakagami.

## Legături externe
Materiale media legate de satul Yomitan la Wikimedia Commons